# الكرامة (محافظة المثنى)
ناحية الكرامة هي ناحية عراقية تقع في جنوب العراق في محافظة المثنى تتبع إداريا إلى قضاء الوركاء وهي الناحية الأحدث من حيث التأسيس في المحافظة.

## التعريف
ناحية تابعة إداريا لقضاء الوركاء في محافظة المثنى تقع على بعد 15 كم عن مركز قضاء الوركاء وهي الناحية الوحيدة التابعة له تم استحداث الناحية سنة 2006 بجهود معتمد المرجعية في الوركاء الشيخ ستار صالح سايب الصفراني تسكن الناحية عشائر آل غانم والصفران وآل توبة والبركات.
يبعد مركز الناحية حوالي 20 كم عن آثار الوركاء الواقعة ضمن الرقعة التي تسكنها عشيرة آل توبة. فيها بني أول مسجد في قضاء الوركاء وهو مسجد الإمام موسى بن جعفر.

## تاريخ المدينة
أنشئت الكرامة من قبل إحدى المنظمات الدولية لمساعدة العوائل المنكوبة من إثر الفيضانات التي غطت مناطق واسعة من جنوب العراق في فترة الستينات والسبعينات وقد تم تشييد البيوت من الطين وأعمدة الخشب والقصب ثم تطورت تدريجيا مع تحسن المستوى المعاشي للسكان.

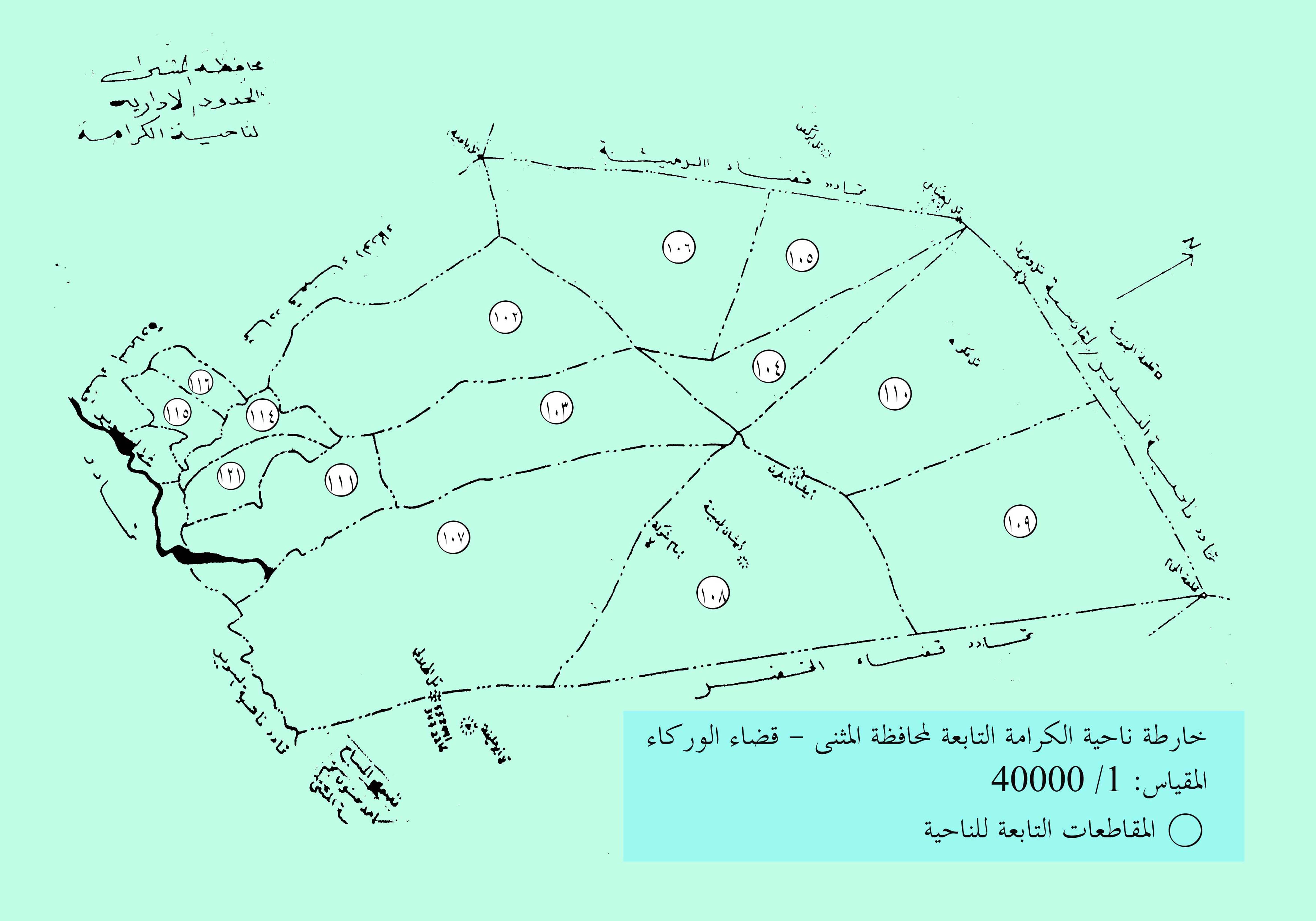
المقاطعات التابعة لناحية الكرامة

## من أعلام الكرامة

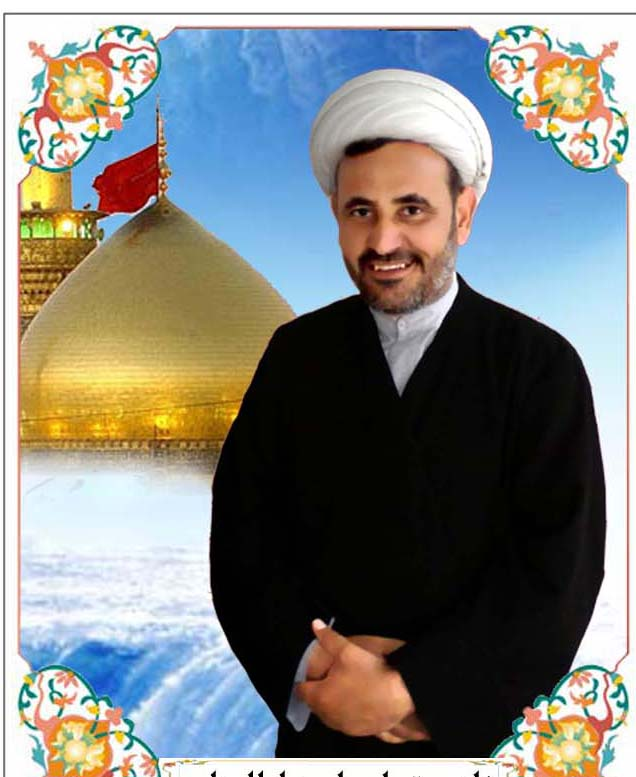

الشيخ ستار صالح سايب حسين الصفراني من عشيرة الصفران إحدى عشائر بني حجيم التي تسكن جنوب العراق محافظة المثنى من مواليد الرميثة 1969، وهو رجل دين عراقي يحمل شهادة البكالوريوس في آداب اللغة العربية تخرج من جامعة البصرة في العراق.